# Astronomia na Grécia Antiga

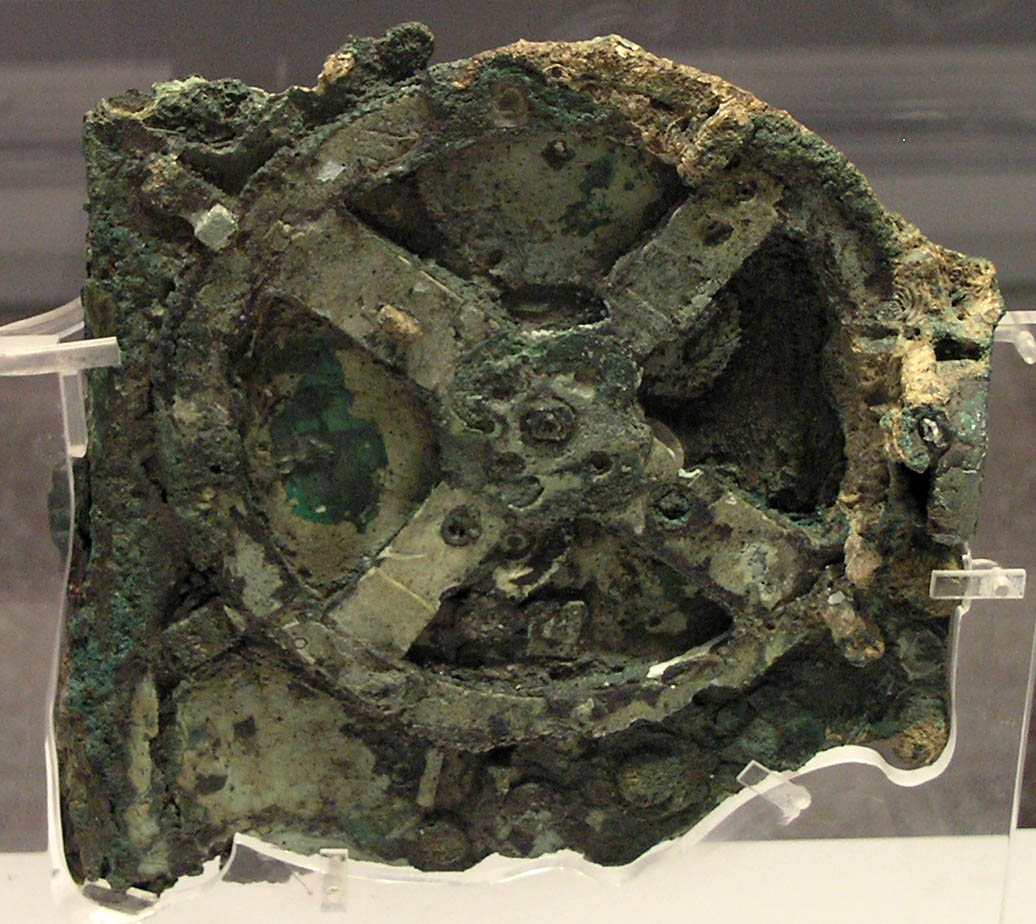
A Máquina de Anticítera era um computador analógico de 150– desenhado para calcular a posição de objetos astronômicos

Por Astronomia na Grécia Antiga, entende-se a astronomia grega na Grécia Antiga, no Período Helenístico, no Período Greco-Romano e na Antiguidade Tardia. Não é limitado geograficamente à Grécia ou aos gregos étnicos, visto que língua grega tinha se tornado a língua acadêmica em todo o mundo helênico após as conquistas de Alexandre, o Grande. Esta fase da astronomia grega é também conhecida como astronomia helenística, enquanto a fase pré-helenística é chamada de astronomia clássica grega. Durante os períodos helenístico e romano, grande parte dos astrônomos gregos e não gregos que trabalharam na tradição grega estudaram no Museu e na Biblioteca de Alexandria no Egito ptolemaico.
O desenvolvimento da astronomia pelos astrônomos gregos e helenísticos é considerado pelos historiadores como uma fase importante na história da astronomia. A astronomia grega caracteriza-se desde o início pela busca de uma explicação racional e física para os fenômenos celestes. A maioria das constelações do hemisfério norte derivam da astronomia grega, assim como os nomes de muitas estrelas, asteroides e planetas. Essa área do conhecimento foi influenciada pela astronomia egípcia e, especialmente, pela babilônica; por sua vez, influenciou a astronomia indiana, árabe-islâmica e da Europa Ocidental.